# Erik Moberg
Erik Moberg (sinh ngày 5 tháng 7 năm 1986) là một cầu thủ bóng đá người Thụy Điển thi đấu cho Jönköpings Södra IF ở vị trí hậu vệ.